# Nizina Ocko-Dońska

Mapa Niziny Ocko-Dońskiej

Nizina Ocko-Dońska (ros. Окско-Донская равнина) – nizina w Rosji. Jest częścią rozległej niziny Wschodnioeuropejskiej. Leży między wyżyną Środkoworosyjską (zachód) i wyżyną Nadwołżańską (wschód) oraz między rzekami: Oką (północ) i Donem (południe). Stanowi lekko falistą równinę wznoszącą się średnio na 150–180 m n.p.m. i porozcinaną dosyć szerokimi dolinami rzecznymi. Zbudowana z silnie rozmytych osadów morenowych, które w dolinach przykryte są piaskami, a na wniesieniach glinkami lessowymi. Nizina leży w klimacie umiarkowanym ciepłym kontynentalnym, w sferze lasostepu. Jest intensywnie wykorzystywana rolniczo ze względu na żyzne gleby i odpowiedni klimat. Główne uprawy to żyto i pszenica. Największe miasta regionu to Riazań, Woroneż i Tambow.